# San Vicente, Nayarit
San Vicente är en ort i Mexiko.   Den ligger i kommunen Rosamorada och delstaten Nayarit, i den centrala delen av landet, 700 km väster om huvudstaden Mexico City. San Vicente ligger 11 meter över havet och antalet invånare är 4 675.
Terrängen runt San Vicente är huvudsakligen platt, men österut är den kuperad. Runt San Vicente är det ganska tätbefolkat, med 65 invånare per kvadratkilometer. Närmaste större samhälle är Santiago Ixcuintla, 17,8 km sydost om San Vicente. Trakten runt San Vicente består till största delen av jordbruksmark.